# Warendorf (huyện)
Warendorf là một huyện ở phía bắc của North Rhine-Westphalia, Đức. Các huyện giáp ranh là Steinfurt, Osnabrück (huyện), Gütersloh, Soest, thành phố không thuộc huyện Hamm, Coesfeld và thành phố không thuộc huyệnMünster.

## Lịch sử
Trong thời kỳ Trung cổ, vùng này thuộc Prince-Bishopric of Münster. Khi vùng này trở thành lãnh thổ của tỉnh thuộc Phổ Westfalen, năm 1816, chính quyền mới đã lập các huyện Warendorf và Beckum. Năm 1975, hai huyện được sáp nhập để tạo huyện Warendorf như ngày nay.

## Địa lý
Huyện nằm ở phía đông thành phố Münster. Sông Ems chảy qua huyện theo hướng đông-tây. Sông Lippe tạo thành ranh giới phía nam của huyện.

## Thị xã và đô thị
| Thị xã | Đô thị                                             |
| --- | -------------------------------------------------- |
| 1. Ahlen 2. Beckum 3. Drensteinfurt 4. Ennigerloh 5. Oelde 6. Sassenberg 7. Sendenhorst 8. Telgte 9. Warendorf | 1. Beelen 2. Everswinkel 3. Ostbevern 4. Wadersloh |